# モンスターズ・インク
『モンスターズ・インク』（原題：Monsters, Inc.）は、2001年に公開されたディズニーとピクサー製作の長編フルCGアニメーション映画。ピクサーの長編アニメーション作品としては第4作目となる。日本では2002年3月2日に公開された。ピクサー作品では初めてジョン・ラセターが製作総指揮に回り、ピート・ドクターが初監督を務めた。
2001年のアカデミー賞では作曲賞、主題歌賞、音響効果賞、長編アニメ賞にノミネートされ、そのうち主題歌賞を受賞した。

## あらすじ
多種多様な姿形のモンスターたちが暮らすモンスターワールド。彼らの生活を豊かにするエネルギーの源は「人間の子供の悲鳴」である。大企業モンスターズインク（通称MI）では会社が無数に保有する人間の子供の部屋へ通じるドアを通じて怖がらせ屋のモンスターを送り込み、怯える子供たちの悲鳴を集めエネルギーへ変換し、モンスターワールドへ供給する。しかし昨今の子供たちは映画やゲームなどの影響で簡単には怖がらず、MIの業績は悪化を辿り、モンスターワールドのエネルギー不足が深刻化していた。同時にモンスターたちの間では、人間の子供は恐るべき病原菌を持っていると言い伝えられる恐怖の対象であった。人間の子供からモンスターワールドを守るため、街は常に子供検疫局（Child Detection Agency、通称CDA）によって監視されていた。特にMIは子供と最も密接に関わる場所であるため頻繁にモンスターと人間の子供の接触が発生し、その度CDAの介入が起こり、作業の停滞によってまた業績が悪化するのだった。
屈強な体で毛むくじゃらの青いモンスターサリーと、緑色のひとつ目モンスターマイクは、MIへ勤める名物コンビ。サリーが怖がらせ屋で、マイクは彼のアシスタントを担っていた。特にサリーはMIの大社長ウォーターヌースに仕込まれた業績ナンバーワンの怖がらせ屋で、社内で誰からも尊敬されていた。そんなふたりを敵視するのは、サリーに次ぐ2番手の怖がらせ屋ランドール。彼はトップを奪取するのに固執し手段を選ばない、卑劣で意地悪いモンスターだった。
ある日、サリーはマイクから恋人のセリアとの約束を理由に書類の提出代理を頼まれ、誰もいない怖がらせフロアへ戻る。そこで業務外時間にもかかわらず出入り可能状態となっている白地に花柄のドアを見つける。不思議に思ったサリーが誰かが残業しているのではとドアの中を確認すると、偶然にもその部屋の主である人間の女の子ブーが、モンスターワールドへ入り込んでしまう。狼狽したサリーはブーをカバンへ押し込め、セリアとのレストランデート中のマイクの元へ向かい、このことを打ち明ける。しかし目を離した隙にブーは逃走、レストラン中の客が彼女に気付き、街は大混乱へ陥ってしまう。ひとまずブーを自宅へ匿ったサリーは、当初彼女を恐ろしがってばかりだったが、やがて彼女に危険がないのだと知る。
ブーを人間の世界へ返すべく、サリーとマイクはモンスターに変装させた彼女を会社へ連れて行くと、昨晩のパニックによるCDAの煩雑によって会社は混乱に陥っていた。そんな中ブーが迷子になってしまい、サリーは会社中を必死に探す。ブーへ愛着を覚えたサリーと、彼女を人間の世界へ一秒も早く戻そうと焦るマイク、徐々にふたりの相違が生まれてゆく。
その頃、ランドールがブーを攫うべく社内をうろついていた。昨晩仕事場で例のドアを出していたのはランドールで、彼が目を離したすきにブーが逃げてしまったのだった。ランドールがドアを出したのは仕事のためではない。社内では秘密裏に悲鳴吸引器が作られており、その実験材料にブーを使おうとしていたのだった。子供の悲鳴を直接吸い出し、かつてよりもスムーズにエネルギーを集められるといった代物だが、子供をショック死させる可能性さえある危険なものだった。
ランドールの企みを知ったサリーは、すべてを白日の下に晒すべくウォータヌースへ掛け合う。しかし、丁度新人怖がらせ屋の研修会中で、サリーはウォーターヌースから手本を見せてほしいとせがまれる。サリーは渋りつつも恐ろしい形相で吠え、その様子を見ていたブーはサリーを恐れてしまう。
その後、騒動の全ての経緯を聞いたウォーターヌースは、ブーを人間の世界へ返すよう指示。しかし、サリーたちの前へ出現したのはブーのものではなく、豪雪のヒマラヤ山脈へ続くドアであった。実はウォーターヌースはランドールの実験を指揮した黒幕で、すべてを隠蔽するべく事情を知るマイクとサリーを追放してしまう。
ブーに嫌われたと落ち込むサリー。サリーがブーへ肩入れするあまりに自分の人生を破滅に導いたと恨むマイク。雪の中で仲違いするふたりは、かつてモンスターワールドから追放されたイエティに助けられる。ブーを助けるべく、サリーは一人イエティの洞窟にあったスキーセットを改造したそりに乗って、山の麓にある子供のいる村を目指す。丁度村ではMIの怖がらせ屋の仕事が行われており、そこからサリーはモンスターワールドへ戻りブーの元へ急ぐ。実験室ではウォーターヌースとランドールがブーを実験に使おうとしていたが、すんでのところで間に合ったサリーがブーを助け出す。サリーは擬態したランドールに追い詰められるが、その場面に丁度サリーを追って戻ってきたマイクが現れ、たまたま投げつけた雪玉が図らずもランドールに命中、サリーは助かった。
マイクと共にブーを人間の世界へ戻そうとするサリーは、ブーのドアを追ってドアの保管庫へ侵入する。彼らを追ってきたランドールの手をかいくぐりつつ、無数のドアを移動し続けどうにか目当てのドアへたどり着く。ランドールを人間の世界へ追放することにも成功した。しかし、彼らはCDAを味方につけたウォーターヌースによって追い詰められてしまう。マイクを囮に逃げたサリーとブーは研修室へ逃げ込み、そこへ備え付けられたドアの接続機でブーのドアを起動するが、そこへウォーターヌースがやってくる。彼は業績悪化で傾きかけの会社を救うためなら「千人の子供を誘拐することも厭わない」と言い放ち、再びブーを攫おうとするが、そこで研修室に照明が灯った。ブーの部屋と思われていたそれは研修に使われる擬似的な子供の部屋で、その内部で行われていたウォーターヌースとサリーとのやりとりはすべて、マイクが呼び寄せたCDA局員によって確認されていた。
陰謀を暴露されたウォーターヌースは局員によって逮捕された。彼が去った後、サリーとマイクの前へCDAの首領であるロズが現れる。彼女は会社の職員を装い、2年半前からMIへ潜入して今回の事件について調査していたのだった。彼女はブーを人間の世界へ返すというサリーの意志を汲み取る。サリーはブーの部屋で彼女に別れを告げた。ドアはドア・シュレッダーによって処分され、事件のすべては混乱を避けるためにCDAによって隠蔽された。サリーはシュレッダーから出たドアの破片を握りしめた。
ウォーターヌースの逮捕によって会社は倒産し、社員たちは不安に苛まれる。MIの消滅によるエネルギー不足の陰は計り知れない。こんな状況を一周回って「結構笑えただろう」と揶揄したマイクの一言をヒントに、サリーはこの状況の打開策をひらめく。サリーはMIの社長を継ぎ、会社の方向性を子供を怖がらせることから笑わせることへシフトさせた。実はサリーは、モンスターに変装させたブーが社内で笑い声を上げた際に蛍光灯が強烈に光ったことや、ドア保管庫の冒険の最中にマイクのギャグを見たブーの笑い声が大量のドアを反応させたことから、「人間の笑い声は悲鳴を遥かに凌駕するエネルギーを秘めている」と確信していたのであった。実際、笑い声は悲鳴の10倍も効率が良いエネルギー供給源となり、会社の業績はV字回復、エネルギー不足にも改善の兆しが見えていた。
社員も子供も笑う最高の会社を作り上げるも、サリーはブーのことを忘れられず、いつもブーが描いた絵とドアの破片を眺めていた。ある日、サリーはマイクに連れられて会社の研修室へ訪れる。そこには壊されたはずのブーのドアがあった。確かに細々に破砕されたドアはマイクによって、長い時間と労力を懸けて修復されていたのだった。サリーが持っていた最後の一片をはめこむことで、ドアは完全に修復され、ブーの部屋と繋がった。サリーがドアを開けてブーを呼ぶと、彼を呼ぶ声が返ってきた。それは聞き慣れた人間の女の子の声だった。

## 登場人物

### 主要キャラクター
サリー (Sulley)
本作の主人公。本名：ジェームズ・フィル・サリバン (James Phil. Sullivan)。
モンスターズ・インク社内一の怖がらせ屋で、悲鳴エネルギー獲得量は常にトップ。身長240センチの巨体に2本の角、紫斑点のある水色と青緑の毛むくじゃらの姿が特徴。外見は恐ろしげだが、性格は温厚かつ謙虚で社員やモンスター・シティ市民からも慕われている。毎日の筋トレを欠かさない努力家で、その吠え声は今やウォーターヌース社長すらも驚かせるほど。基本的には堂々とした冷静な人物だが、当初はブーを見て怖がるなど臆病な部分もあり、『モンスターズ・ユニバーシティ』でもマイクにそれを打ち明ける場面がある。一人称は「俺」。自分達の世界に入り込んだ少女を当初はただ怖がるだけであったが、過ごしていくうちに情が移って彼女を「ブー」と名付け、今まで誰も犯したことのなかった「人間の子供を愛してはいけない」という掟を破ってしまう。そして彼女を元の世界に戻すため、徐々にマイクをも引きずり込んでの大騒動に発展する。物語の中盤ではウォーターヌースの命令で誤ってブーの目の前で吠えたことでブーを怖がらせてしまい、自分自身に罪悪感を覚える。さらにウォーターヌースによってマイクと共にヒマラヤに追放されるが、過去に同じくして追放されていたイエティの協力で帰還し、ウォーターヌースとランドールに捕らえられていた彼女を救出、和解した。
事件解決後はウォーターヌースがCDA（Child Detection Agency、子供検疫局）に逮捕されたことを機に4代目の社長に就任。ブーとの冒険とマイクとの会話で笑い声が悲鳴の10倍ほどのエネルギーを持つことを突き止め、子供を笑わせてエネルギーを供給するシステムによってモンスターズ・インクを再始動、業績を回復させた。そしてラストではマイクが修復したドアを通り、ブーと再会した。後日談である『キングダム ハーツIII』などで現在も交流を深めている。
サリーのママ
電話をかけたマイクが「お前のママから電話だ」と言う台詞のみの登場。サリーやマイクとは別の町に住んでいるらしく、彼らのCMを「家族全員で見た」と話していた。
マイク (Mike)
本作のもう一人の主人公。本名：マイク・ワゾウスキ（Michael Wazowski）。
サリーの親友であり、仕事のアシスタントでもある。一つ目に黄緑のボールから手足が生えたような体つきが特徴。サリーと同じく、一人称は「俺」。お調子者で頭の回転が速くよく喋るが、短気でそそっかしい性格。社内の受付嬢セリアと熱愛中。同居しているサリーには仕事中のサポート以外にも毎朝怖がらせのトレーニングをコーチしており、敏腕アシスタントぶりも発揮している。しかし書類の整理ができないため、事務担当のロズが大の苦手で、よく心にもないお世辞を言って機嫌を取ろうとするが毎回見抜かれている。小柄であることが災いして、最前列でサリーとモンスターズ・インクのCMに出演していたものの会社のマークで隠れてしまったり、サリーと雑誌の表紙を飾った際もバーコードに隠れてしまったりするなど不憫な役回りを担うことがしばしばあるが、本人は写っているので気にしていない様子。
サリーに協力してもらい、セリアの為に最高のデートを企画するが、モンスター界にやってきたブーの出現によりおじゃんになってしまう。自分との友情よりも現実主義ゆえに騒動を引き起こしたサリーに八つ当たりするが、サリーやブーのことを放っておけず最後まで協力した。事件解決後、モンスターズ・インクがサリーにより再運営された後は「笑わせ屋」として働いており、子供を笑わせるための鉄板ジョークとして、自分が子供の頃は幼稚園があまりにも楽しすぎて留年したこと、スポーツはドッジボールが得意で負けたことがない（ボール役だったから）ことを語っていた（ただし子供の反応はいまいちだった）。他にも飲み込んだ物を巨大なゲップと共に吐き出すという離れ業も見せる（こちらは大笑いを誘った）等、前日談である『モンスターズ・ユニバーシティ』での夢であったアシスタントとしてではなく社員として働く夢を叶えた。『キングダム ハーツIII』によると現在社員ではトップらしい。
EDのNG集ではその場を誤魔化すために出任せに言った『とにかくそれを送り返そう、さもないと』を本当に劇場化し、内容も自分を主役にして多少美化している。ラストには彼と瓜二つのママが登場した。また、『ファインディング・ニモ』のエンドロールにカメオ出演しており、海中をシュノーケリング姿で泳いでいる。
ミセス・ワゾウスキ
マイクのママ。息子の『とにかくそれを送り返そう、さもないと』の劇場におけるゲストとして登場し、息子の晴れ姿を喜んでいた。息子に瓜二つで髪型はロズに似ている。
リトル・マイキー
マイクが子供の頃から持っていたクマのぬいぐるみ。一つ目で4本の足を生やしたような姿をしている。ブーも気に入っており、そのぬいぐるみを抱きしめているのを見たマイクがブーから取り上げるが、逆に取り上げられたショックでブーを泣かせてしまう。
ブー (Boo)
本名：メアリー・ギブス (Mary Gibbs)。
ひょんなことからモンスターの世界へ入り込んでしまった女の子。クローゼットのドアは白地に花柄があしらわれた物。
幼い故、好奇心旺盛で目を離すとすぐにいなくなってしまう。まだ言葉を上手く話せないが、サリーを「にゃんにゃん（Kitty）」と呼んで懐き、マイクのフルネームも覚えてしまう。初対面のサリーを恐れず、社内保育の保母や児童たちともすぐに打ち解けるなど物怖じしない性格。一方、自身の部屋を担当する「怖がらせ屋」であったランドールのことを最初は恐れていたが、サリーがランドールに追い詰められ絶体絶命になった際には、勇敢にもランドールに突如掴み掛かったまま彼をおもちゃのバットで複数回殴り、サリーを守った。サリー達に連れられて再び会社へ向かう際には、サリーが徹夜で作成した椅子の生地で造った胴体、モップの髪、電球の目玉のモンスターの着ぐるみを着用している。
ウォーターヌースらの陰謀により危険な目に遭うがサリーに助けられ、サリーとマイクの協力により無事に人間の世界へと戻っていった。2人と別れた後、ブーのドアはドア・シュレッダーによって処分されてしまったが、マイクの手によって修復され、サリーが持っていたドアの破片をはめたことにより再会を果たし、現在も交流を深めている。『キングダム ハーツIII』では日本語版も海外版も映画で使われたボイスを流用している。
モデルはスタッフのロブ・ギブスの娘で当時2歳のメアリー・ギブス。ブーのお部屋には『ファインディング・ニモ』のニモ人形や、『トイ・ストーリー2』のジェシーの人形がある。

### サブキャラクター
セリア（Celia Mae）
モンスターズ・インクの受付レディ。マイクと熱愛中。一つ目で5本の髪の毛全てが蛇、手足は触手、スレンダーボディの外見の持ち主。一人称は「私」。マイクは彼女を「ハニー」（日本語版では「セリりん」）と呼び、彼女はマイクを「（かわいい）ギョロ目ちゃん」と呼んでいる。
実はブーがモンスター界に来た日はセリアの誕生日デートだったが、ブーの出現で台無しにされる。その後、CDAに消毒されたことによってマイクを見損ね、一時は破局寸前となったが、真相を知ったことでブーを元の世界に返す協力をしてくれた。その後は和解し元の熱愛関係に戻っている。
ロズ（Roz）
モンスターズ・インクで事務・怖がらせ屋が脅かす担当の子供達の管理を担当するナメクジの様な体に纏まって逆立った白髪、つり上がった眼鏡が特徴のおばさんモンスター。無愛想でスローな口調が特徴だが、仕事の鬼であり、書類の不備が多いマイクに常に目を光らせている。前日談のユニバーシティの時点で終盤マイクとすでに出会っており、「ずっと二人（マイクとサリー）を見ている」と一目置いていた。事件の全てを見抜いていた、一見コワモテだが常識人であり、話せばわかる理解のある人。
実は事務担当は表の顔で、その正体はウォーターヌースの悪事を暴くために物語の2年半前より派遣されたCDAの隊長だった。
NG集では、本編で登場しないはずの場面に突然登場し、出演者を驚かすなど普段の態度から想像できないほどイタズラ好きでお茶目な一面を見せた。
イエティ (Yeti)
ヒマラヤで暮らす気の良い雪男。一人称は「俺」。過去に何らかの理由でモンスターシティから追放されるが、今の暮らしを楽しんでいる。前日談のユニバーシティではモンスターズ・インクの郵便局員だった。雪玉でできたレモン味のスノー・アイスを作っている。巨体と強面に似合わず、明朗快活な性格で、本人は「恐怖の雪男」という異名を快く思っておらず、「愉快な雪男」もしくは「可愛い雪男」のほうが良いと思っている。彼の話では前までビッグフットと一緒だったらしい。なお、マイクによるとネッシーも追放されたようである。雪山で遭難したサリーとマイクを助けて歓迎し、彼らを元いた場所に返すよう協力した。
ランドール
本名：ランドール・ボッグス（Randall Boggs）。本作のディズニー・ヴィランズ。外見は8本の手足を持つ紫色のトカゲのようなモンスター。陰湿かつ狡猾な性格。一人称は「俺」。カメレオンのように体色を周囲の風景と同化させ、まるでその場から消え去ったかのように見せる能力を持つ。温厚で誰にでも社交的なサリーとは異なり性格の起伏が激しく、あまり社交的ではない。社内ではサリーに次ぐ第2位の怖がらせ屋だが、それ故1位のサリーを目の上のたんこぶのように思っており、常にライバル視している。一方でユニバーシティの大学時代にルームメイトであったマイクに対してはサリーほど嫌っていないようで、ふざけて脅かしたり、マイクの出任せを何の疑いもなく信じている。しかしブーの居場所を吐き出させる時には、悲鳴吸引機を容赦無く彼に向けた。
怖がらせ屋としての実力は高いが業績を上げるためなら手段を選ばないという冷徹な一面を持ち、社長のウォーターヌースに陰謀の協力を任されているものの「お前はサリバンの足元にも及ばない」と目の前で言われるなど信頼されていない。終盤にはサリーとマイクによりドアの向こうへ放り込まれて人間の世界に追放され、人間の家族にワニと間違われ退治された。ちなみに、彼が送り込まれた家は『バグズ・ライフ』に登場したものであり、家の軒下にて昆虫たちが集まっていた。
家の隣にある車はトイ・ストーリーに初登場したピザ・プラネットの車が置かれている。
前日談にあたる『モンスターズ・ユニバーシティ』では性格が異なり、今のサリーのような温厚な性格であったが後に現在の性格になる経緯が描かれている。
『モンスターズ・ワーク』では、ユニバーシティの大学時代の知り合いのジョニーの手引きにより、モンスターシティに戻って来たことが発覚する。
ファンガス
本名：ジェフ・ファンガス（Jeff Fungus）。赤い体と三つ目に眼鏡をかけたランドールのアシスタント。本作のランドールと同じくディズニー・ヴィランズではあるが、命令されてやっているだけでランドールやウォーターヌースと違って悪人ではない。悪気はないものの気弱な性格で、ランドールの命令には従順である。また、機械に詳しい一面を持っており、ランドールが担当しているドアの周辺機器の不具合を指摘したり、悲鳴吸引機の操作や調整を行っていた。悲鳴吸引機をマイクに向けようとしたが、スキを付いて助けにきたサリーにより、マイクは開放され、彼が吸い取り機の犠牲となっていた。事件解決後は爆笑フロアで子供達を笑わせるために日々腕を磨いており、ランドールがいなくなったこともあって今の仕事を楽しんでいる。
ウォーターヌース
本名：ヘンリー・J・ウォーターヌース三世（Henry J. Waternoose III）。上半身はスーツを着た人間形だが、目が5個あり、下半身はカニのような多足型モンスター。一人称は「私」。現モンスターズインク社長で、彼の祖父が起業した会社を受け継いだ3代目。サリーに怖がらせ屋として手ほどきをしたのも彼である。サリーに期待と信頼を寄せる一方、業績不振でモンスター・シティがエネルギー危機に迫られていることや、後身の育成に悩んでいる。
表向きは信頼と安全をモットーにしているが、実は本作のディズニー・ヴィランズで全ての事件の黒幕。ランドールとその助手のファンガスを雇い、悲鳴吸引機を開発させ地下室で誘拐した子供から強引に悲鳴エネルギーを吸い取ろうとした。後に自身の邪魔をしたサリーとマイクをネパールのヒマラヤ山脈の吹雪の中に追放するも、自力で帰還した二人の策略によって、シミュレーションルームにて「会社を救うためなら、千人だって誘拐してやる」と発言してしまう。結果、利益最優先で徳のない本性をCDAに暴露することとなり、社長の権限を剥奪されると同時に逮捕された。連行の際、悪足掻きとして今まで信頼したサリーを手の平を返すように散々罵倒するという社長らしからぬ情けない姿を晒していた。
CDA（Child Detection Agency）
子供検疫局の隊員たち。合図番号は「2319」。全員が黄色の防護服を着ている。人間の子供を敵だと考え、怖がらせ屋が誤って持ち出した靴下などを処分し、消毒するのが彼らの仕事である。一時期はサリーらを捕まえようとするが、事件の真犯人がウォーターヌースだと知ると彼らに協力するようになり、また物語の中盤ではサリーの大ファンの一人は彼にサインをもらっている。NG集では、開いていない窓にぶつかりドジを踏むなどのお茶目な場面も見られ、『とにかくそれを送り返そう、さもないと』では、劇場の案内役もしていた。ウォーターヌース逮捕後、ブーのドアをドア・シュレッダーで処分したがマイクによって修復された。

### 会社の関係者
ジェリー (Jerry Slugworth)
絶叫フロアのマネージャー。作業開始のカウントダウンを行う。指が7本あるためカウントダウンは7から行う。掛け声は「本番7秒前」。
スミッティとニードルマン (Smitty and Needleman)
会社の掃除係。また、ゴミをダスト・シュートに捨てる係や不用品のドアを始末する係も彼らの仕事である。背の高く角が生えてるほうがニードルマンで、背が低く歯を矯正しているほうがスミッティ。一人称は二人とも「俺」。サリーとマイクの大ファンで、彼らを尊敬している。
漫才コンビのような会話をよく繰り広げている（主にスミッティがボケ担当、ニードルマンがツッコミ担当）。NGシーン集ではサリーの名前の「サリバンさん」を「ソロモンさん」と言い間違えて漫才のようなやり取りをしたり、作動させたドアシュレッダーが暴走して惨事を起こしており、劇場ではニードルマンがランドール役、スミッティはファンガス役をやっていた。
タデウス・バイル（Thaddeus Bile）
新入りの怖がらせ屋。あだ名は「フレム (Phlegm)」。青い体に4本の手を生やしている。練習では失敗ばかりしている間抜けなモンスターだが、事件後はそのおっちょこちょいなところが笑いに繋がったためか採用され働いていた。
フリント（Flint）
新人の教育係。ウォーターヌース同様、上半身はスーツを着た人間系だが、下半身はヘビのような姿をしている。
新人研修生
まだ怖がらせ屋になれない、新入りのモンスターたち。それぞれ三つ目で角を生やしたモンスター、一つ目のモンスター、手が4本のモンスター。サリーの手本を見せてもらったことで、怖がらせ屋として学んだ。
チョルビー (Chalooby)
ニードルマンやスミッティ同様、会社の掃除係。だが歩くと液体が出るので、結局いつも汚してしまう。

#### 怖がらせ屋
サリー・ランドール・ジョージを除く、怖がらせ屋モンスターたち。全員それぞれ異なった外見と特徴を併せ持ち、子供たちを怖がらせるが、事件解決後は子供を笑わせる会社となったため、今は子供を笑わせるために腕を磨いている。ほぼ全員、名前はスタッフからとられている。また、一部本名が名前の由来となったスタッフの本名そのものである者も有る。
ジョージ
本名：ジョージ･サンダーソン（George Sanderson）。モンスタースケアラー（怖がらせ屋）の一員。業績は8位。頭の一本角と、全身を覆うオレンジの体毛が特徴的だが、勤務中に運悪く子供の靴下を体につけたまま帰還したためCDAに全て毛を剃られ消毒されてしまい、その後もサリーの体に付いた人間世界の物を空けたままの彼のロッカーに突っ込まれるなどの不運体質により何度もCDAの世話になる羽目に。事件解決後はチャームポイントのオレンジの体毛は全て生え変わっていた。
チャーリー（Charlie）
ナメクジとイカを足したような姿に水色の体をしたジョージのアシスタント。普段は人間界の仲良し兄弟のような仲だが、劇中で何度もCDAの世話になるジョージにドアから人間の世界に放り込まれる羽目になった。ただし、ウォーターヌースが逮捕された後は、ちゃっかり元の世界に戻っている。玩具「スケアリーフィギュア」では名前が「レイ」だった。
クロウズ (Claws)
怖がらせの際に自慢の牙と爪を生やして怖がらせるモンスター。見た目は厳ついが臆病かつ泣き虫な性格で、いつもアシスタントのチャックに「しっかりしろ!」と叱られている。ランキーとは仲が良く、一緒にいることが多い。業績は12位。
一部書籍では名前が「ピート・ワード」（ピート・ドクターとジェイ・ワードからとられている）と記されていた。
チャック (Chuck)
クロウズのアシスタント。ピンク色の体で4本の手を持つ。口の中に舌のような細長いモンスターがいる。泣いてばかりのクロウズには毎回呆れている。会社内を調査をしていたCDAのセンサーが反応した際、制止を振り切って逃げようとしたため局員達に取り押さえられた。
テッド・ポーリー (Theodore "Ted" Pauley)
仕事の際に多数の目玉を顔に付けるが、接触が悪いのか落ちてしまうことも。業績は11位。
名前はプロダクション・デザイナーのボブ・ポーリーから。
ボブ・ピーターソン (Bob Peterson)
鋭い入れ歯をはめて怖がらせるモンスター。事件解決後は子供を笑わせるためにおもちゃの入れ歯をはめている。業績は6位。
名前はボブ・ピーターソンから。スコアボードには「Peterson」と表記。
フランク (Frank)
ボブのアシスタント。一つ目の緑の体で4本の手を持つ。サリーとマイクがブーをドアの向こうへ返そうと会社に入ったとき、すれ違った。
ランキー・シュミット (Nicholas "Lanky" Schmidt)
顔の部分から長い腕と脚が生えたモンスター。クロウズとは仲がいいようで、何かと彼と一緒にいることが多い。ニュースの際には「子供が俺のそばを飛んでいて、車をビームで撃ったんだ」と虚偽を言っていた。業績は10位。
名前はロブ・シュミットから。
マージ (Marge)
ランキーのアシスタントで女性のモンスター。常にはって移動しているため、マイクからは「疲れてる」と思われている。ウォーターヌースが逮捕された後は、高慢そうな態度を見せた。
リッキー・プレズスキ (Ricky Plesuski)
ワニのような頭部から足が生え、鋭い牙が並ぶ大きな口をもつモンスター。牙を自慢しているためか、アシスタントからの歯磨きは欠かせない。業績は9位。
ジョー・ランフト(Joe "J.J." Ranft)
ポーリーと同じ体型で色が赤黒く、三つ目のモンスター。業績は3位。
名前はジョー・ランフトから。スコアボードには「Ranft」と表記。
バド・ラッキー(Harry "Bud" Lucky)
毛で覆われた頭部と触手をもつモンスター。NG集では足がサリーと絡まって彼を転ばせた後、他の怖がらせ屋共々転んでしまい、視聴者を笑わせた。業績は4位。
名前はバド・ラッキーから。スコアボードには「Luckey」と表記。
スパイク・ジョーンズ (Spike Jones)
仕事の際に身体から多数のトゲを生やすモンスター。業績は7位。
ワックスフォード (Waxford)
ジョーンズのアシスタントで五つの目がついており、それを指の様に使っている。また、弾みで帽子が取れることもしばしば。マイクがランドールに事件に関与したか聞かれた際に、彼を指して「あいつが怪しい!目つきが悪いだろ?」と言い、濡れ衣を着せられた。
リベラ (Rivera)
六本ずつの手足をもつモンスター。業績は5位。
ベティ (Betty)
リベラのアシスタントの女性モンスター。CM内にも登場した。
ハーレイ・P・ガーソン (Harley P. Gerson)
頭に脚が直接生えた姿をしているが絶叫フロアでは最下位のモンスター。
名前は脚本家のダン・ガーソンからとられている。関連書籍などではやはりスタッフのハーレイ・ジェサップよりとられている「ハーレー」と紹介されていた。

### モンスターシティ住民
一つ目モンスター
本名不明。巨大で窓から一つ目だけ出しているモンスター。縄跳びをしていた子供によって目を痛がる。
火を吐くモンスター
本名不明。赤い全身と鼻の上に角を生やしている。くしゃみをすると火を吐く体質で、新聞を燃やしてしまう。その際に「またかよ」とばかりの表情を見せている。
ゴミを食べるモンスター
本名不明。店前で掃除をしていたモンスター。ゴミが好物で、拾ったゴミをちり取りごと食べる。
トニー (Tony)
モンスターの街の八百屋の店主。サリーとマイクとは仲がいい様子で、売り物の野菜を差し入れとして渡すほど。外見は2人の会社の同僚・リベラに似ている。
ブロッビー (Blobby)
体がピンクのスライム状でできたモンスター。サリーやマイクとは知り合いのようである。体がスライムでできているためか、下水道に続く排水口から流されて歯と目だけが残ることが多い。
テッド (Ted)
怪獣のようなモンスター。鶏のような鳴き声であるが、音声解説によると、有名な怪獣映画から鳴き声を取ろうとしたが、版権の問題で鶏のような鳴き声になった。
エンディングのNGシーン集ではトイ・ストーリーシリーズのレックスもテッド役のオーディションを受けていたことが判明したが落選した模様。
あまりにも巨大すぎて作中では脚しか画面に映っていないが、全体の姿は東京ディズニーランドのアトラクション「モンスターズ・インク“ライド&ゴーシーク!”」で判明する。
ハリー (Harry)
ハリーハウゼンの寿司職人で、タコ型のモンスター。劇中では名前は明らかにされていないが、名前は店の名前から来ている。劇場ではバイルがハリー役をやっていた。
ナメクジモンスター、ワックスフォードもどき
いずれも本名不明。ロズ同様ナメクジ型のモンスターとワックスフォードのような外見で彼より多い目玉のモンスター。ブーが出現した事件のニュースで登場している。ナメクジのほうは「逃げる途中で念力に持ち上げられた」、もどきのほうは「全部の目で見た」と虚偽を言っていた。
キャスター
テレビのニュースキャスター。ブーが出現した事件のニュースに登場。
専門家
ニュースに登場。「このような場合には逃げろ!」と言うワンシーンのみの登場。
社内保育の保母と生徒
モンスターズ・インクに社会見学に来た保母とその生徒たち。着ぐるみを着たブーと出会い仲良くなり、「マイク・ワゾウスキ」と連呼する。また、蛆に似た青い生徒はマイクの手に噛みつき、劇場ではブー役をやらされており、保母は劇場でピアノ伴奏を担当していた。

## キャスト（声の出演）
| 役名                              | 原語版声優                                                       | 日本語吹替                 |
| --------------------------------- | ---------------------------------------------------------------- | -------------------------- |
| ジェームズ・P・サリバン (サリー)  | ジョン・グッドマン                                               | 石塚英彦（ホンジャマカ）   |
| マイク・ワゾウスキ                | ビリー・クリスタル                                               | 田中裕二（爆笑問題）       |
| ブー                              | メアリー・ギブス                                                 | 井上愛理                   |
| ランドール・ボッグス              | スティーヴ・ブシェミ                                             | 青山穣                     |
| ヘンリー・J・ウォーターヌース社長 | ジェームズ・コバーン                                             | 大平透                     |
| セリア・メイ                      | ジェニファー・ティリー                                           | 高乃麗                     |
| ロズ                              | ボブ・ピーターソン                                               | 磯辺万沙子                 |
| イエティ                          | ジョン・ラッツェンバーガー                                       | 立木文彦                   |
| ニードルマン                      | ダン・ガーソン                                                   | 亀山助清                   |
| スミティ                          | ダン・ガーソン                                                   | 長島雄一                   |
| 専門家                            |                                                                  | 長島雄一                   |
| ジェフ・ファンガス                | フランク・オズ                                                   | 牛山茂                     |
| タデウス・フレム・バイル          | ジェフ・ピジョン                                                 | 高戸靖広                   |
| ジョージ・サンダーソン            | サミュエル・ロード・ブラック                                     | 茶風林                     |
| ジェリー（フロア・マネージャー）  | スティーブ・サスキンド                                           | 高宮俊介                   |
| フリント                          | ボニー・ハント                                                   | 渡辺美佐                   |
| チャーリー                        | フィリップ・プロクター                                           | 檀臣幸                     |
| クロウズ                          | ジョー・ランフト                                                 | 斎藤志郎                   |
| 寿司職人                          | ピート・ドクター                                                 | 斎藤志郎                   |
| トニー                            | グイド・カローニ                                                 | 稲葉実                     |
| テッド                            | フランク・ウェルカー                                             | 原語流用                   |
| CDA（子供検疫局）                 |                                                                  | 堀井真吾 佐藤せつじ 稲葉実 |
| 社内保育の保母                    | 堀越真己                                                         |                            |
| コマーシャルのナレーション        | 大川透                                                           |                            |
| 新人研修生                        | 三宅健太                                                         |                            |
| その他                            | 竹村叔子 天田真人 立原勇武 田中エミ 上村祐翔 黒葛原未有 登坂文絵 |                            |
| レックス                          | ウォーレス・ショーン （ノンクレジット）                          | 三ツ矢雄二                 |

## スタッフ
- 監督：ピート・ドクター
  - 共同監督：デヴィッド・シルヴァーマン、リー・アンクリッチ
- 原案：ピート・ドクター、ジル・カルトン、ジェフ・ピジョン、ラルフ・エッグルストン
- 脚本：アンドリュー・スタントン、ダニエル・ガーソン
- 音楽：ランディ・ニューマン
- 製作：ダーラ・K・アンダーソン
- 製作総指揮：ジョン・ラセター、アンドリュー・スタントン
- ストーリー監修：ボブ・ピーターソン
- 編集：ジム・スチュワート
- プロダクション・デザイナー：ハーレー・ジェサップ、ボブ・ホーリー
- アート・ディレクター：ティア・w・クラッター、ドミニク・ルイス

## 主題歌
君がいないと ("If I Didn't Have You")
歌 - ジョン・グッドマン&ビリー・クリスタル、日本語吹替版：石塚英彦&田中裕二

## テレビ放映
| 回数 | 放送局     | 放送枠                   | 放送形態       | 放送日        | 放送時間      | 放送分数 | 平均世帯 視聴率 | 備考                                                                         |
| ---- | ---------- | ------------------------ | -------------- | ------------- | ------------- | -------- | --------------- | ---------------------------------------------------------------------------- |
| 1    | テレビ東京 | ディズニー映画スペシャル | （なし）       | 2010年1月4日  | 20:00 - 21:48 | 108分    |                 | 地上波初放送                                                                 |
| 2    | テレビ朝日 | 日曜洋画劇場             | 本編ノーカット | 2013年7月14日 | 21:00 - 23:10 | 130分    | 11.1%           | 番組の最後で本作の続編『モンスターズ・ユニバーシティ』の特別映像を公開した。 |
| 3    | フジテレビ | 金曜プレミアム           | 本編ノーカット | 2016年3月11日 | 21:00 - 22:52 | 112分    | 9.0%            | 翌日の土曜プレミアムで『モンスターズ・ユニバーシティ』を放送。               |
| 4    | 日本テレビ | 金曜ロードショー         | 本編ノーカット | 2022年8月5日  | 21:00 - 22:54 | 114分    | 7.4%            |                                                                              |

## トリビア
- 公開時のCMでは『トイ・ストーリー2』の劇中歌『ホエン・シー・ラブド・ミー （原題：When she loved me）』が使われた。
- 今作のオープニング前のディズニー・ピクサーのロゴ表記は短縮版である。

2005年には「ディズニー・オン・アイス」の20周年記念としてこの作品が上演されている。日本で上演されるにあたってブー役の女の子は一般公募され、2人が選ばれた。またいくつかのシーンがスケートダンスに合うようオリジナルの曲が作成されている。
- マイクとセリアがデートをする寿司レストラン「ハリーハウゼン」は、著名モデルアニメーターであるレイ・ハリーハウゼンの名前に由来している。
- 原語版の子供の悲鳴は無理矢理ピクサーへ連れて来られたスタッフの子供の声。
- 映画を通してピクサー作品に登場する3DCGのセットがいくつか流用されている。
  - ランドールが追放されたドアの行き先である人間界は実は、バグズ・ライフに登場する虫の街があるトレーラーハウスと同じセットである。そして、そのトレーラーハウスを引く車こそが、全てのピクサー作品に登場するピザプラネットのデリバリーバン「GYOZAバン」である。ちなみに、トレーラーハウス内には映画『ファインディング・ニモ』のニモがいる。
  - サリーがブーを部屋に戻して別れる場面では、部屋に散らかった玩具の中に映画『ファインディング・ニモ』のニモや映画『トイ・ストーリー2』のジェシーとアルファベットブロック、ピクサーのショートフィルムのボールが登場する。
  - NG集では、朝の通勤シーンにて映画『トイ・ストーリー』のレックスが登場する。
- 『ウォーリー』でマイクのおもちゃが登場する。
- 日本での上映は2002年3月2日から始まったが、大好評のため大幅に延長され同年7月中旬までのロングランとなった。
- 本編終了後のスタッフロールと共に、本来アニメーション作品ではあり得ないはずの「NG集(普通の映画作品で起こりそうなNGを数場面紹介)」と、本編でマイクが誤魔化しのネタとして使ったミュージカルを本当に上演する場面が流れる。
  - これらのシーンは、本作が衛星放送のWOWOWで最初に放送された際には一切無くなりスタッフロールのみに置き換えられたが、その後の放送では復活している。
  - 国内向けのDVD版には、エンドロールのNG集のほか、映像特典としてスタッフロールのないNG集も別途収録されている。しかし、国内向けのBlu-ray Disc版には、WOWOWの初回放送と同様にスタッフロールにNG集は含まれず、スタッフロールなしの映像特典としてのみ収録されている。
- 2013年7月14日にテレビ朝日系『日曜洋画劇場』で放送された際、サリーとマイクの字幕はそれぞれの体の色にちなみ水色と黄緑で表示された。
- ピクサーの次回作品である『ファインディング・ニモ』のスタッフロールでは、水中を横切るマイクがカメオ出演している。
- ピクサー作品の『カーズ』（2006年）ではエンディングでパロディー映画「モンスター・トラック・インク」として登場。サリーとマイク、イエティはモンスタートラック（サリーはフォード・エクスペディション風、マイクはイソ・イセッタ風の三輪車、イエティは一般的な雪上車風）になっており、人間界（自動車界）のヒマラヤに追放されたシーンを演じる。マイクの声優は田中裕二でも三ツ矢雄二でもなく高木渉が担当している。また、『メーターの東京レース』でもハリーハウゼン店内にモンスタートラック版マイクとサリーが一瞬登場する。
- マイクが子供を笑わせるシーンの時、子供の部屋にトゥモローランドとピクサー短編の『バウンディン』のポスターが貼ってあるのが見える。
- サリーとマイクが通勤する途中、モンスターが新聞を燃やす場面で、後ろの店にはディズニー映画『ピノキオ』に登場するクジラ、モンストロのポスターが貼ってある。
- ブーがゴミ処理場で機械に潰されてしまったと勘違いしたサリーが取り乱すシーンは、ワーナー・ブラザース制作の短編アニメ「子ネコに首ったけ」のオマージュであり、こちらでは子猫がクッキーの生地と共に攪拌機にかけられたと勘違いした主人公の犬が同じ反応を見せる。
- 扉の保管庫のシーンでは、サリー達がハワイアンな音楽が流れる南国の家（アメリカ合衆国）、障子や襖があり富士山が見える日本の家、エッフェル塔が見えるフランスの家を通過するが、これはディズニーパークが存在する3カ国である（本作品公開当時は香港パーク、上海パークは未完成）。ちなみに日本の家ではサリーは非常に慌てていたため襖の開け方を忘れてしまい、それをマイクに指摘されている。
- 次作「モンスターズ・ユニバーシティ」では、ロズは人間の子供による脅威を排除する保健局CDAの職員、イエティは郵便局職員、ジョージは大学でのグループのメンバーとして登場している。ウォーターヌースは写真のみで登場している。

## アトラクション
『モンスターズ・インク：マイクとサリーのレスキュー (Monsters, Inc. Mike & Sulley to the Rescue!)』
アナハイムのディズニーランド・リゾートのディズニー・カリフォルニア・アドベンチャーにあるライドタイプのアトラクション。2006年1月23日にオープンした。
『モンスターズ・インク・ラフフロアー (Monsters, Inc. Laugh Floor)』
フロリダのウォルト・ディズニー・ワールド・リゾートのマジック・キングダムにあるシアタータイプのアトラクション。2007年4月2日にオープンした。設定は映画の後となっている。
『モンスターズ・インク“ライド&ゴーシーク!” (Monsters, Inc. Ride & Go Seek!)』
日本の東京ディズニーリゾートの東京ディズニーランドにあるライドタイプのアトラクション。2009年4月15日にオープンした。設定は映画の後となっている。2010年5月1日にリニューアルオープンした。パナソニックが提供。

## ゲーム
モンスターズ・インク
2002年3月1日に発売されたゲームボーイアドバンス専用の横スクロール型アクションプラットフォーム・ゲーム。開発はナツメアタリ、日本での販売元はトミー。海外ではゲームボーイカラー版も発売されている。
また、海外ではゲームボーイアドバンス版とは異なる、3DタイプのPlayStation 2版もある。
プレイヤーは「サリー」となり、ほかのモンスターたちを脅かして気絶させながら、「ブー」を人間の世界へ戻すためドアのかけらを探すという「おどかしアクション」。
モンスターズ・インク モンスター・アカデミー
2002年3月14日に発売されたPlayStation専用のアクションプラットフォーム・ゲーム。日本未発売のPlayStation 2版もある。開発はArtificial Mind and Movement、日本での販売元はトミー。
プレイヤーは「サリー」か「マイク」のどちらかを選択、ほかのモンスターたちを脅かして腕に磨きをかけてゆくという「おどかしアクション」。画面は3Dタイプで、報酬としてもらえるメダルを集めると、ムービーやミニゲームが増えてゆく。
モンスターズ・インク スクリームアリーナ
2002年に北米で発売されたニンテンドー ゲームキューブ専用のスポーツゲーム。日本未発売。
モンスターズ・インク モンスター養成学校
2006年3月3日に日本で発売されたWindows及びMacintosh用教育ソフト。ブエナ ビスタ ゲーム開発、ソースネクスト販売。
モンスターズ・インク ワールド (MONSTERS, INC. WORLD)
日本のAndroid用とiOS用のソーシャルゲームアプリ。Android用が2013年8月8日、iOS用が2013年9月24日にサービス開始された。グリーが提供。
キングダム ハーツIII
2019年1月25日に発売されたPlayStation 4/Xbox One用RPG。『モンスターズ・インク』が舞台のワールド「モンストロポリス」に、サリー、マイク、ブー、ランドールが登場する。この『KHIII』での出来事は映画スタッフの要望により、原作映画後の正史として描かれている。

## コミカライズ
山崎ひろみ作画でコミックボンボンに連載、単行本1巻

## マイクとサリーの新車でGO!
『マイクとサリーの新車でGO!』(Mike's New Car)は、2002年にピクサーが制作した3分54秒の短編アニメーション作品。『モンスターズ・インク』のビデオソフトに特典映像として収録されたビデオスルー作品である。第75回アカデミー賞短編アニメ賞にノミネートされた。
本編の番外編的なストーリーであり、監督は本編と同じくピート・ドクターが務める。登場するマイクとサリーの声優、及び日本語吹き替えの声優も本編と同じ。
あらすじ
マイクは6輪駆動の新車を購入し、自慢する。サリーを乗せ、ドライブに出発しようとするのだが、操作ミスなどトラブルが頻発する。
登場人物と声の出演
- マイク・ワゾウスキ — ビリー・クリスタル / 田中裕二
- ジェームズ・P・サリバン — ジョン・グッドマン / 石塚英彦

関連
- 東京ディズニーランドのアトラクション「モンスターズ・インク“ライド&ゴーシーク!”」前には、本作に登場する旧車をモチーフとしたフォトロケーションが設置されている。また、アトラクションに併設されているショップ「モンスターズ・インク・カンパニーストア」店内には旧車を販売する旨の掲示物が壁に貼られている。